# 첸수 타보네
첸수 타보네(몰타어: Ċensu Tabone, mt, 1913년 3월 30일 ~ 2012년 3월 14일)는 몰타의 정치인으로, 1989년부터 1994년까지 몰타의 대통령을 역임했다.